# Strangalia basifemoralis
Strangalia basifemoralis is een keversoort uit de familie van de boktorren (Cerambycidae). De wetenschappelijke naam van de soort werd voor het eerst geldig gepubliceerd door Pic.